# Thierry Liagre
 (juillet 2012).
Thierry Liagre, né le 15 juin 1951 à Grenoble et mort le 17 août 2021 à Beauvais, est un comédien français.

## Biographie
D'origine grenobloise, il suit au début des années 1980 une formation au Cours Simon, à Paris, dans la classe de Laurence Constant avec notamment comme camarades Dominique Pinon, Régis Laspalès, Philippe Chevallier, Xavier Letourneur, Julien Cafaro, Claude-Michel Rome.
Cette formation lui ouvre une carrière partagée entre le théâtre, le cinéma et la télévision. En 2012, il est à l'affiche de Julie des Batignolles au théâtre La Bruyère, mise en scène par Éric Métayer.
Thierry Liagre meurt le 17 août 2021 à Beauvais.

## Filmographie
Il a tourné dans une vingtaine de films qui lui ont permis de côtoyer des acteurs tels que Louis de Funès, Coluche, Jean Reno, Albert Dupontel, Thierry Lhermitte, Gérard Jugnot, Kad Merad ou encore Pierre Richard.

### Cinéma
- 1981 : La Soupe aux choux de Jean Girault : le docteur
- 1982 :
  - Casting d'Arthur Joffé (moyen métrage)
  - Guy de Maupassant de Michel Drach
  - Paradis pour tous d'Alain Jessua
- 1983 :
  - Banzaï de Claude Zidi : Le conducteur
  - Matin d'hiver d'Adrien Georgantas
- 1984 : French Lover de Richard Marquand : Chauffeur de taxi
- 1986 : Le Débutant de Daniel Janneau
- 1987 : La Pension de Marc Cadieux et Lionel Kopp (moyen métrage)
- 1989 :
  - Mes meilleurs copains de Jean-Marie Poiré
  - Ripoux contre ripoux de Claude Zidi
- 1991 :
  - On peut toujours rêver de Pierre Richard
  - La Totale ! de Claude Zidi : Vincent
- 1993 : Les Visiteurs de Jean-Marie Poiré : Roger, le cuisinier du grill Courtepaille
- 2004 : Les Rivières pourpres 2 : Les Anges de l'apocalypse d'Olivier Dahan : Le barman
- 2008 :
  - Deux Jours à tuer de Jean Becker : Propriétaire de la Jaguar
  - Faubourg 36 de Christophe Barratier : Patron blanchisserie
- 2010 : Amélie au pays des Bodin's d'Éric Le Roch : Tutur
- 2011 :
  - La Nouvelle Guerre des boutons de Christophe Barratier : Le cafetier
  - Tout est encore possible de Christian Lara : M. Marcel

### Télévision
- 1983-1988 : Marie Pervenche, épisode Une tigresse dans le moteur de Claude Boissol (série)
- 1984 : Un homme comblé de Paula Delsol
- 1984 : Vincente de Bernard Toublanc-Michel
- 1985 : Le Petit Théâtre de Bouvard (émission)
- 1985-1990 : Hôtel de police de Claude Barrois (série)
- 1985-1994 : Maguy de Jean-Pierre Gallo (série)
- 1988 : Drôles d'histoires (série)
- 1989 : Village sous influence d'Alain Boudet
- 1989 : Le bar des ministères (émission)
- 1991-2005 : Maigret de Charles Némès (série)
- 1992 : Les Années FM (série)
- 1992 : Julie Lescaut, épisode Cellules mortelles (série) : Gardien prison
- 1993 : La Classe (émission de télévision) (émission)
- 1993 : La rage au cœur de Robin Davis : Pierrot
- 1993-1994 : Seconde B (série) : Le garagiste
- 1994 : Derrière la lune de Patrice Soufflard
- 1994-2012 : Alice Nevers, le juge est une femme de Didier Albert (série)
- 1995 : Dancing nuage d'Irène Jouannet
- 1995 : Passage avide de Christian Dob, scénariste
- 1995-2000 : L'avocate de Jean-Claude Sussfeld (série)
- 1996 : Chienne de vie de Bernard Uzan
- 1996 : Jamais deux sans toi...t de Christophe Andréi (série) : Mike
- 1996 : Quai numéro un de Patrick Jamain (série)
- 1996-2004 : Les Vacances de l'amour (série) : Capitaine Garcia
- 1996-2007 : Une femme d'honneur de David Delrieux (série) : Sancier
- 1997 : Une femme d’action de Didier Albert : Robert
- 1997 : Pour être libre d'Ariane Carletti (série) : Monsieur Laplace
- 1997 : Une patronne de charme de Bernard Uzan : Barge
- 2000-2009 : Femmes de loi, épisode L'école du vice de Denis Amar (série) : Directeur prison
- 2003 : Laverie de famille de Frédéric Demont (série)
- 2005 : Commissaire Maigret, épisode Maigret et l'étoile du nord de Charles Nemès (série) : Inspecteur Peretti
- 2005-2007 : Commissaire Cordier, épisode Attaque au fer d'Henri Helman (série) : Grassi
- 2006 : David Nolande de Nicolas Cuche (série) : Le contremaitre
- 2012 : Foot lose de Charles Meurisse (série) : Beau papa
- 2017 : Les Mystères de l'amour : Le Père Noël

## Théâtre
- 1983 : Meurtres au 700 ter rue des espadrilles de Xavier Letourneur, café-théâtre Le Sentier des Halles
- 1983 : Les caïds de et mise en scène de Gérard Darier, Les Blancs-Manteaux
- 1984 : Les babas cadres de Christian Dob, café-théâtre Le Tintamarre
- 1984 : C'est encore loin la mairie ? de Christian Dob, café-théâtre Le Tintamarre
- 1992 : Union libre d'Éric Assous, mise en scène de Xavier Letourneur, Théâtre d'Edgar
- 1995 : Sacré nostradamus de Jean Dell, mise en scène de Gérard Caillaud, Théâtre des Mathurins
- 1998 : Le tropique du mammouth de Bernard Granger, mise en scène de François Bourcier, Théâtre de Boulogne-Billancourt
- 2001 : Doit-on le dire ? d'Eugène Labiche, mise en scène de Benoît Lavigne, Théâtre du Lucernaire
- 2001 : Les mille-pattes de Jean-Christophe Barc, mise en scène de Benoît Lavigne, Théâtre Daunou
- 2004 : L'imposteur de Jean-Christophe Barc et Alain Jeanbart, mise en scène de Thierry Liagre, Théâtre Daunou
- 2005 : Panne de télé de Laurence Jyl, mise en scène de Xavier Letourneur, Mélo d'Amélie
- 2006 : Tout un cinéma de Ivan Calbérac, mise en scène de Xavier Letourneur, Comédie Caumartin
- 2007 : Les bitumeuses de Delphine Guilloneau, mise en scène de Rodolphe Sand, Comédie Bastille
- 2008 : Tennis club de François Barluet, mise en scène de Jacques Décombe, tournée
- 2009 : Chat et Souris de Ray Cooney, mise en scène de Jean-Luc Moreau, Théâtre de la Michodière
- 2011 : Comment s'en sortir dans la vie avec une mauvaise étoile de et mise en scène de Jean-Christophe Barc, Mélo d'Amélie
- 2011 : Un monde merveilleux de Didier Caron, mise en scène de Stéphane Boutet, Comédie Bastille
- 2012 :  Julie des Batignolles de Pascal Laurent, mise en scène de Eric Metayer, Théâtre La Bruyère
- 2013 : Bienvenue au paradis de Bernard Werber, mise en scène de Jean Christophe Barc, Festival d'Avignon puis théâtre Les Feux de la rampe
- 2017 : Gros mensonges entre amis de Sacha Guitry, mise en scène Lionel Fernandez, Auguste théâtre
- 2019-2020 : La journée de la femme de Jean-Christophe Barc, mise en scène Lara Mendy, Le Café de la Gare et tournée